# 平岡聡
平岡 聡（ひらおか さとし、1960年8月27日 - ）は日本の仏教学者。京都文教大学元学長。

## 経歴
- 1983年 - 佛教大学文学部仏教学科卒業 [2]
- 1985年 - 佛教大学大学院文学研究科修士課程仏教学専攻修了 [2]
- 1987年～1989年 - ミシガン大学留学
- 1988年 - 佛教大学（大学院）文学研究科博士課程仏教学専攻満期退学 [2]
- 2002年 - 博士（文学）（佛教大学） [3]
- 京都文教大学教授を経て、2014年京都文教大学学長 [1]

## 受賞歴
- 2000年 - 第42回日本印度学仏教学会賞 [4]
- 2003年 - 平成15年度浄土宗学術賞  [2]
- 2003年 - 第12回坂本日深学術賞 [2]

## 学会
- 日本印度学仏教学会[2]
- 日本仏教学会 [2]
- 佛教大学仏教学会 [2]
- 日本仏教教育学会 [2]
- 浄土宗教学院 [2]
- 大学教育学会
- American Academy of Religion (USA) [2]
- International Association of Buddhist Studies (USA)

## 著書
- 『説話の考古学：インド仏教説話に秘められた思想』（大蔵出版） 2002年6月 ISBN 9784804310541
- 『ブッダが謎解く三世の物語：『ディヴィヤ・アヴァダーナ』全訳』全2巻（大蔵出版） 2007年11月 上 ISBN 978-4804305684 / 下 ISBN 978-4804305691
- 『生きる智慧：ブッダの人生哲学』（グラフ社） 2009年3月 ISBN 978-4766212273
- 『ブッダの大いなる物語：梵文『マハーヴァストゥ』全訳』全2巻（大蔵出版） 2010年3月 上 ISBN 978-4804305752 / 下 ISBN 978-4804305769
- 『法華経成立の新解釈：仏伝として法華経を読み解く』（大蔵出版） 2012年10月 ISBN 978-4804305837
- 『ブッダと法然』（新潮新書） 2016年

### 共著
- 『宗教と癒し』（京都文教大学「宗教と癒し」研究会、編、三五館） 2000年8月 ISBN 978-4883202041
- 『京都フィールドワークのススメ』（鵜飼正樹他、昭和堂） 2003年4月 ISBN 978-4812202395
- 『仏典からみた仏教世界』（奈良康明他、編、佼成出版社、新アジア仏教史03インドⅢ） 2010年7月 ISBN 978-4333024315
- 『大乗仏教の誕生』（高崎直道監修、春秋社、シリーズ大乗仏教2） 2011年12月 ISBN 978-4393101629
- 『死を育てる』（秋田巌他、編、ナカニシヤ出版） 2012年7月 ISBN 978-4779506482

## 論文
- 教員情報：平岡聡